# Sarcotachina aegyptiaca
Sarcotachina aegyptiaca är en tvåvingeart som beskrevs av Villeneuve 1910. Sarcotachina aegyptiaca ingår i släktet Sarcotachina och familjen köttflugor.
Artens utbredningsområde är Egypten. Inga underarter finns listade i Catalogue of Life.